# Гоголь-Яновський Микола Львович
Гоголь-Яновський Микола Львович (8 січня 1874 — ?) — генерал-хорунжий Армії УНР.

## Життєпис
Один з родичів письменника М. В. Гоголя. Походив з дворян Полтавської губернії.

### В Російській армії
Закінчив Петровський Полтавський кадетський корпус, Михайлівське артилерійське училище (1895), Офіцерську артилерійську школу. Служив у лейб-гвардії 3-й артилерійській бригаді (Варшава). З 6 грудня 1911 р. — полковник. З 18 жовтня 1913 р. — командир 5-ї батареї лейб-гвардії 3-ї артилерійської бригади. З 28 червня 1916 р. — командир 2-го дивізіону лейб-гвардії 3-ї артилерійської бригади. За відвагу у боях був нагороджений Георгіївською зброєю. Останнє звання у російській армії — полковник.

### На службі Україні
З 5 грудня 1917 р. — командир 3-ї Гвардійської артилерійської бригади, начальник Гвардійської стрілецької дивізії, уповноважений з українізації 2-го Гвардійського корпусу. З кінця 1917 р. — уповноважений з організації Вільного Козацтва на Полтавщині. У березні 1918 р. увійшов з кадрами Вільного Козацтва Полтавщини до Кінно-Гайдамацького полку ім. К. Гордієнка Армії УНР.
З 20 березня 1918 р. — голова ремонтної комісії на Чернігівщині. З жовтня 1918 р. — кошовий отаман Українського Козацтва на Херсонщині. З 20 грудня 1918 р. перебував у відпустці в Лубнах, де потрапив під більшовицьку окупацію. У 1919 р. — на початку 1920 р. переховувався від більшовицької та білогвардійської мобілізацій на Київщині, під псевдонімом «Пилипенко» працював робітником на клеєварному заводі, лісових розробках та т.п. 28 травня 1920 р. прибув до Вінниці у розпорядження української армії, а 10 червня 1920 р. — до штабу Армії УНР. З 13 червня 1920 р. — інспектор артилерії Армії УНР. 2 серпня 1921 р. був підвищений до звання генерал-хорунжого.
У документах Держархіву Харківської області містеться посвідчення Українського радянського посольства у Польщі від 20 грудня 1922 року, яке
| Видане Повноважним Представництвом Української Соціалістичної Радянської республіки у Польщі українському громадянину Миколі Гоголь-Яновському, бившому полковнику армії УНР в тім, що до нього вищезазначеним Повноважним Представництвом застосована амністія ВЦВК від 1922 року, внаслідок чого громадянину Гоголь-Яновському уділений дозвіл на поворіт до України. Посвідчення ще документом на прожиття служити не може. |
У грудні того ж року український громадянин, Микола Львович Гоголь-Яновський переткнув кордон із посвідченням, дійсним до 31 січня 1923 року, після чого треба було отримати «обыкновенный вид на жительство». Із клопотанням на видачу цього виду документа 30 січня 1923 року «замзавгуботуправ» (так у документі) звернувся до начальника Харківської міської міліції. В архіві також збереглося фото Миколи Львовича. На цьому, інформація за документами держархіву про М. Л. Гоголь-Яновського є вичерпною.